# 버몬트 볼티지
버몬트 볼티지(Vermont Voltage)는 미국의 버몬트주 전체를 연고지로 하는 광역 연고의 아마추어 축구팀이다. 현재 USL 프리미어 디벨로프먼트 리그에 참가하고 있다.